# Irun
Irun (spanisch Irún) ist eine spanische Stadt in der Provinz Gipuzkoa in der Autonomen Region Baskenland. In Irun leben 63.656 Einwohner (Stand: 2024) auf einer Stadtfläche von 42 km².

## Lage
Irun liegt 15 km östlich der Provinzhauptstadt San Sebastián unmittelbar an der spanisch-französischen Grenze. Im Osten der Stadt fließt der Grenzfluss Bidasoa, der bei der drei Kilometer entfernt liegenden Nachbarstadt Hondarribia in den Golf von Biscaya mündet. Auf der gegenüberliegenden Seite des Bidasoa liegt die französische Stadt Hendaye.

## Geschichte
Die Frühgeschichte Iruns ist unbekannt, dennoch gibt es Überreste römischer Besiedlung. Ein Zweig des Pilgerwegs nach Santiago de Compostela (Jakobsweg) führte durch Irun und sorgte für ein ständiges Wachstum. Die Grenzlage zu Frankreich sorgte oft für kriegerische Auseinandersetzungen und Belagerungen. Irun wurde 1203 erstmals urkundlich erwähnt als Alfons der VIII. von Kastilien der Stadt Hondarribia in der Carta Puebla das Privileg des Gerichtsstandes gewährte.
Auf der Fasaneninsel im Grenzfluss Bidasoa wurde 1659 zwischen Ludwig XIV. und dem spanischen König der Pyrenäenfrieden und etwas später zwischen Ludwig XIV. und Maria Teresa von Spanien (in Frankreich stets als Marie-Thérèse d’Autriche bezeichnet) der Heiratsvertrag unterzeichnet. Die Insel wird in halbjährlich wechselndem Rhythmus von der französischen Stadt Hendaye und von Irun verwaltet.
Erst am 17. Februar 1766 erhielt Irun die volle Unabhängigkeit von Hondarribia, das bis dahin für die Zivil- und Strafgerichtsbarkeit zuständig war. 1814 wurde Irun der Provinz Guipúzcoa zugewiesen. Am 15. August 1913 wurde Irun zur Stadt erhoben. Während des Spanischen Bürgerkrieges 1936–1939 wurde die Stadt zu großen Teilen während der nationalistischen Offensive von Guipúzcoa zerstört.

## Bevölkerung
| Jahr      | 1800  | 1900  | 1910   | 1920   | 1930   | 1940   | 1950   | 1960   | 1970   | 1981   | 1991   | 2000   | 2008   | 2022   |
| Einwohner | 1.180 | 9.912 | 12.120 | 14.161 | 17.670 | 14.368 | 19.956 | 29.814 | 45.060 | 53.445 | 53.276 | 56.486 | 61.419 | 62.635 |

## Verkehr
Irun liegt an der normalspurigen Bahnstrecke Bordeaux–Irun und der breitspurigen Bahnstrecke Madrid–Hendaye. Die spanische Eisenbahn Renfe betreibt unter der Marke Cercanías de San Sebastián/Aldiriak Donostia etwa stündlich Vorortzüge in Richtung Donostia-San Sebastián, sowie außerdem die innerspanischen Fernzüge Alvia, Intercity und Media Distancia. Internationale Züge der französischen SNCF (TER Nouvelle-Aquitaine, TGV Atlantique) verkehren hingegen nicht mehr.
Zudem wird Irun von der meterspurigen Bahnstrecke Hendaye–Donostia der baskischen Eisenbahn Euskotren erschlossen. Hier verkehrt grenzüberschreitend die Linie E2 von Hendaye in Richtung Donostia-San Sebastián und Lasarte-Oria täglich im 15- bis 30-Minuten-Takt.

## Sehenswürdigkeiten

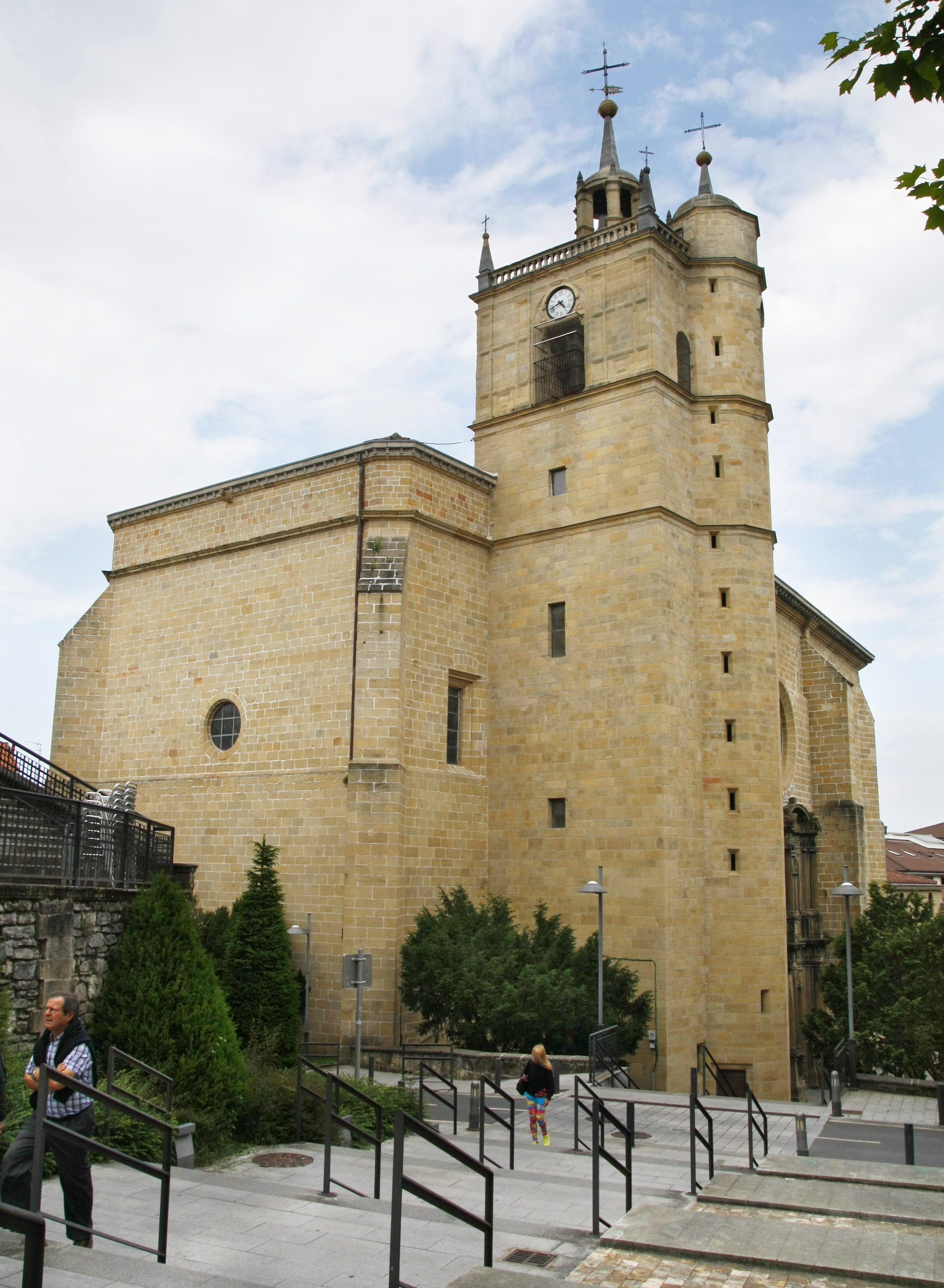
Kirche Santa María del Juncal

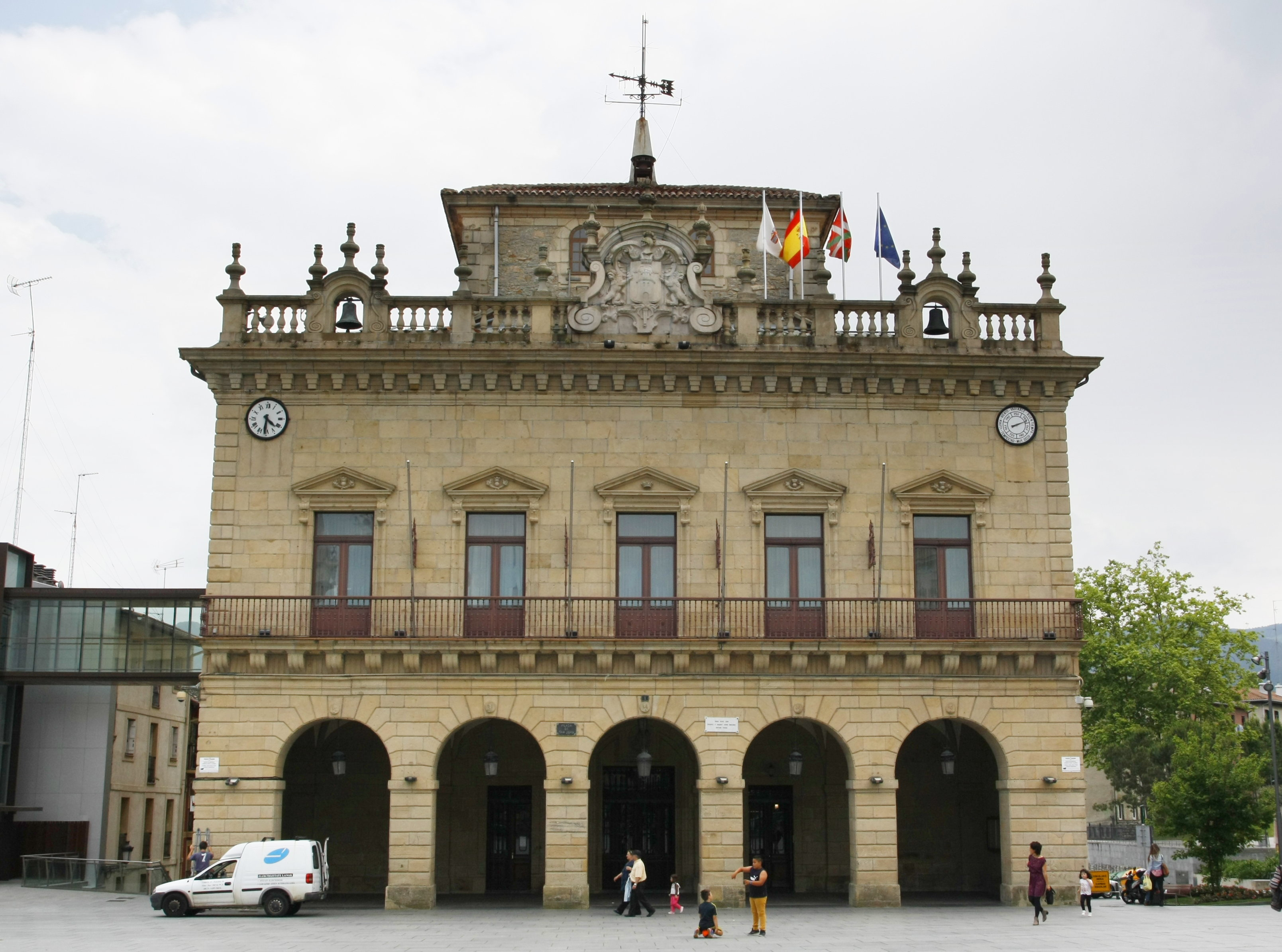
Rathaus von Irun

- Kirche Santa María del Juncal (16. Jahrhundert)
- Wallfahrtsmuseum der Kapelle Ama Xantalen
- Barockes Rathaus mit der San-Juan-Säule (1564) auf dem Vorplatz, die dem Widerstand gegen französische Invasoren gewidmet wurde und die Unabhängigkeit der Einwohner Iruns symbolisiert

## Sport
Der Verein Club Deportivo Bidasoa spielt in der höchsten spanischen Liga im Handball.

## Söhne und Töchter der Stadt
- Juan Legarreta (1897–1978), Fußballspieler
- Luis Regueiro (1908–1995), Fußballspieler
- Santiago Urtizberea (1909–1985), Fußballspieler
- Menchu Gal (1919–2008), Malerin
- José María Errandonea (* 1940), Radrennfahrer
- Javier Irureta (* 1948), Fußballspieler und Trainer
- Alberto Górriz (* 1958), Fußballspieler
- Fermin Muguruza (* 1963), Musiker
- Juan Manuel Gárate (* 1976), Radsportler
- Iñaki Descarga (* 1976), Fußballspieler
- Amaia Montero (* 1976), Sängerin
- Gurutz Aguinagalde Akizu (* 1977), Handballspieler
- Gorka Fraile (* 1978), Tennisspieler
- Julen Aguinagalde (* 1982), Handballspieler
- Leire Landa (* 1986), Fußballspielerin
- Iñaki Peciña (* 1988), Handballspieler
- Íñigo Cervantes (* 1989), Tennisspieler
- Oier Olazábal (* 1989), Fußballtorwart
- Teresa Errandonea (* 1994), Hürdenläuferin
- Endika Wamba Saez de Asteasu (* 2005), Handballspieler